# Dasylirion parryanum
Dasylirion parryanum es una especie  de planta fanerógama de la familia Asparagaceae, anteriormente de las ruscáceas. Es nativa de México.

## Descripción
Dasylirion parryanum alcanza un tamaño de 100 cm de altura, a menudo ramificada. Las hojas son fuertes, retorcidas, variables, ásperas y verrugosas, de color verde son de 50 a 70 cm de largo y 8-13 mm de ancho. Las espinas amarillas están dispuestas irregularmente y dirigidas hacia arriba. La inflorescencia es paniculada, leñosa, estrecha de 2,5 a 3,5 m de alto. Las numerosas flores son de color amarillo a crema. El período de floración se extiende de mayo a junio.
Los frutos se presentan en forma de cápsulas que contienen una semilla.

## Distribución y hábitat
Dasylirion parryanum se encuentra en México, en los estados de San Luis Potosí, Aguascalientes y Guanajuato, en altitudes desde 2100 hasta 2300 metros. Crece en las laderas rocosas de las zonas desérticas asociada con Yucca decipiens, Nolina humilis, Agave stricta y varias especies de Opuntia.

## Taxonomía
Dasylirion parryanum fue descrita por William Trelease y publicado en Proceedings of the American Philosophical Society 50: 432, en el año 1911.
Etimología
Dasylirion: nombre genérico compuesto que deriva de la palabra griega: dasys para "rugosa" , "descuidada" y leirion de "lirio", que probablemente fue elegido debido a las hojas largas y desordenadas.
parryanum: epíteto
Sinonimia
- Dasylirion acrotrichum var. parryanum (Trel.) Bogler	[3]